# 1954年英埃協定
1954年英埃協定（英語：Anglo-Egyptian Evacuation Agreement）簽訂於1954年，主要內容為協議英國軍隊全面撤出埃及，最後一支英軍則在1956年撤出。英軍撤出的同時也代表英國退出了以埃的衝突區，英軍原本的駐守地為蘇伊士運河（以色列與埃及邊界）一帶，而英國在中東的指揮官雖預料此舉將使運河區（以埃邊界）的和平關係再度失衡，並且使雙方展開軍備競賽，但沒有對此多做規範和預防措施。因此，此協定的簽訂可以說間接加深了埃及（阿拉伯世界）與以色列之間的矛盾與衝突，埋下了第二次以阿戰爭的遠因。